# Segunda vuelta instantánea

Ejemplo de papeleta de votación usada en el sistema de segunda vuelta instantánea: el votante debe ordenar a los candidatos de acuerdo con sus preferencias, de más preferido a menos preferido.

La segunda vuelta instantánea (en inglés Instant-runoff voting o sus siglas IRV), también conocida como voto alternativo, es un método de conteo de votos y desempate que sirve para elegir a un único ganador por mayoría absoluta cuando hay dos o más posibles candidatos. Se aplica a los sistemas de votación por orden de preferencia, en los cuales los votantes no se limitan a marcar un solo candidato en la papeleta, sino que pueden ordenar a varios candidatos de acuerdo con sus preferencias, de más preferido a menos preferido (numerándolos 1, 2, 3,... tal y como puede verse en la imagen de la derecha).
Al realizarse el escrutinio, inicialmente se cuentan solo las primeras preferencias de los votantes. Si un candidato obtiene entonces más de la mitad de los votos (es decir, mayoría absoluta), ese candidato es proclamado vencedor. Pero, si por el contrario ningún candidato ha obtenido mayoría absoluta, se produce entonces la segunda vuelta instantánea: se elimina al candidato con menos apoyos y se recuentan sus votos, pero asignándose ahora a las segundas preferencias marcadas en esas papeletas. Este proceso se repite hasta que un candidato gane obteniendo la mayoría absoluta de los votos.
El término segunda vuelta instantánea se usa porque este método se asemeja en cierta medida al sistema electoral de doble vuelta (empleado por ejemplo en las elecciones presidenciales de Francia). La diferencia significativa entre ambos sistemas es que en la segunda vuelta instantánea los electores únicamente tienen que votar una vez, mientras que en la doble vuelta los electores son convocados a las urnas en dos fechas sucesivas.
La segunda vuelta instantánea es un caso concreto de voto único transferible, en el que, en lugar de elegir a varios candidatos, se elige únicamente a uno. Así mismo, la segunda vuelta instantánea no satisface el criterio de Condorcet. 

## Uso actual en el mundo
El sistema de segunda vuelta instantánea se emplea en las elecciones de diferentes países, especialmente en el mundo anglosajón. A nivel nacional, se utiliza para elegir al Ceann Comhairle y al presidente de Irlanda, a los miembros de la Cámara de Representantes del Parlamento de Australia, de la Cámara de Diputados de la República Dominicana, de la Casa de Representantes de Fiyi y, desde 2007, del Parlamento Nacional de Papúa Nueva Guinea.
En elecciones municipales se emplea para elegir al alcalde de Londres en el Reino Unido, al de Wellington, Nueva Zelanda, así como en diferentes ciudades de los EE. UU.: San Francisco, California; Oakland, California; Portland, Maine; Mineápolis, Minnesota, o Saint Paul, Minnesota.
Asimismo se utiliza en elecciones internas de partidos políticos: en Reino Unido, se usa tanto para elegir al líder del Partido Laborista como al del Liberal Demócrata. En Canadá se emplea en el Partido Liberal de Canadá y en el Nuevo Partido Democrático.

### Reforma electoral en el Reino Unido
En el año 2011 el gobierno británico llevó adelante un referéndum en el que se preguntó a los ciudadanos si deseaban adoptar el sistema de la segunda vuelta instantánea (alternative vote) para las elecciones generales en el Reino Unido, reemplazando al tradicional sistema de mayoría relativa first-past-the-post para elegir a los miembros de la Cámara de los Comunes del Parlamento británico. La reforma propuesta mantendría las circunscripciones uninominales, es decir, distritos en los que únicamente se elige un representante, pero éstos pasarían a necesitar obtener mayorías más amplias —de más del 50 % de los votos— para ser elegidos mediante el sistema de la segunda vuelta instantánea.
El referéndum se fijó para el 5 de mayo de 2011. La pregunta finalmente acordada para la consulta popular fue la siguiente:
«Actualmente, el Reino Unido usa el sistema "first past the post" para elegir a los miembros de la Cámara de los Comunes. ¿Debería cambiarse por el sistema de "voto alternativo"?».
Los conservadores, liderados por el primer ministro David Cameron, hicieron campaña por el «No», defendiendo el sistema tradicional por considerar que generalmente produce gobiernos fuertes y estables, preferibles en su opinión a los gobiernos de coalición. En cambio, los liberales-demócratas del vice primer ministro Nick Clegg lideraron la campaña a favor del «Sí», siendo el cambio de la ley electoral una de sus reivindicaciones históricas. En su opinión, el nuevo sistema propuesto sería más justo que el first-past-the-post, al que acusan de dejar muchos votos sin contar y de penalizar a los partidos pequeños. En cuanto a los laboristas, el partido se mostró dividido: algunos dirigentes optaron por defender el «No» a la reforma, aunque su nuevo líder, Ed Miliband, hizo campaña a favor del «Sí». En su opinión, el cambio del sistema electoral sería positivo para aumentar la rendición de cuentas de los parlamentarios, reducir la desafección hacia la política y mejorar la democracia al promover mayores consensos.
Finalmente el resultado del referéndum fue de rechazo a la reforma: la participación fue del 42,2 % del censo; el 67,9 % votaron «No», frente a un 32,1% que votaron «Sí».